# Смида Унгуренилор (Сучава)
Смида Унгуренилор (рум. Smida Ungurenilor) насеље је у Румунији у округу Сучава у општини Фунду Молдовеј. Oпштина се налази на надморској висини од 862 m.

## Становништво
Према подацима из 2002. године у насељу је живело 33 становника, од којих су сви румунске националности.